# Historiografía japonesa

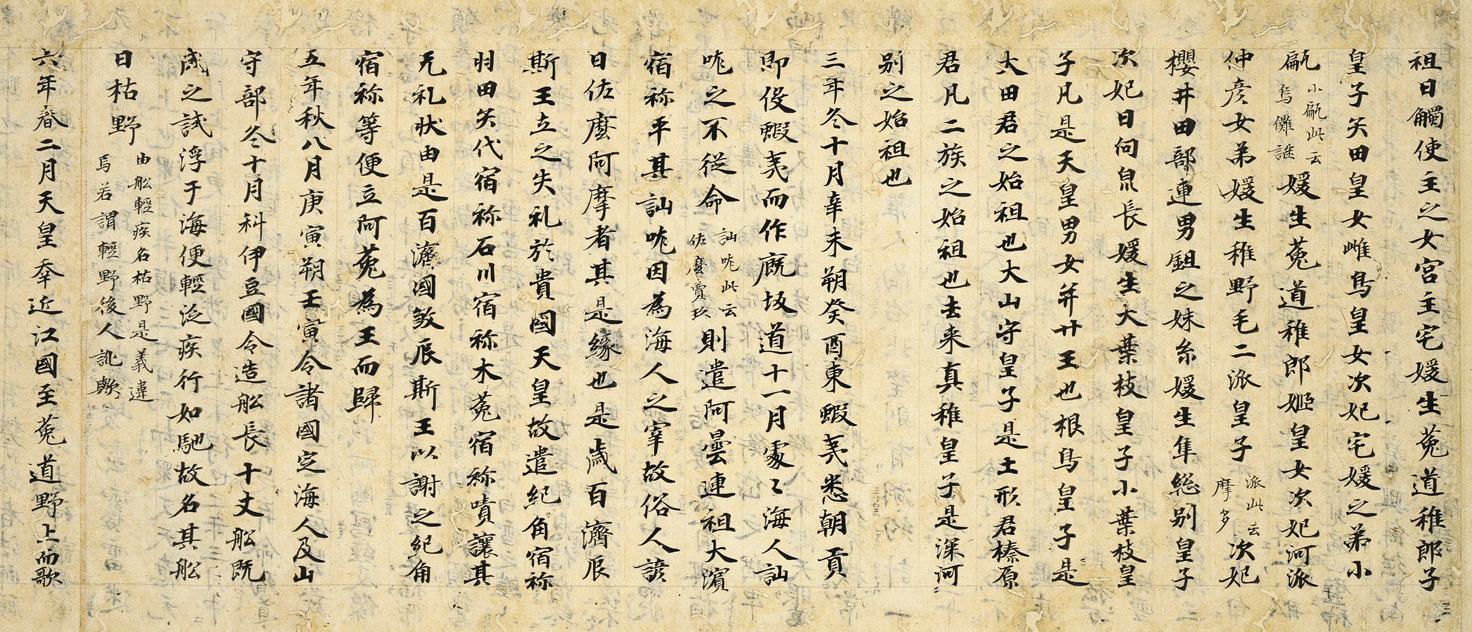
Página de Nihon Shoki, segundo libro más antiguo sobre la historia de Japón. (Manuscrito del período Heian, versión de Tanaka, 720)

La historiografía japonesa o historiografía de Japón (日本史学史 'Nihon shigakushi') es el estudio de métodos e hipótesis formulados en el estudio y la literatura de la historia de Japón.
El primer trabajo de la historia japonesa se atribuye al Príncipe Shōtoku, quien se dice que escribió el Tennōki y el Kokki en el 620 d. C. El primer trabajo existente es el Kojiki del 712 d. C. Seguido el Nihonshoki del 720 d. C. Estos dos trabajos formaron la base de una historia de la nación basada en gran parte en la mitología japonesa, en particular la de la religión sintoísta. Las obras se inspiraron en la historiografía china y se compilaron con el apoyo del estado japonés. Cinco obras más entre el 797 y el 901 completaron lo que había comenzado con el Nihonshoki; los seis son conocidos como el Rikkokushi ("Seis Historias Nacionales").
Un abandono de la inspiración china y el apoyo estatal marcan los escritos historiográficos de la época del siglo IX al XVI. Aparecieron un gran número de cuentos históricos llamados rekishi monogatari y cuentos de guerra llamados gunki monogatari, y obras como los shikyō o "cuatro espejos" de los siglos XII al XIV y el Cantar de Heike de 1371 gozaron de gran popularidad. Otras formas de arte como el teatro noh y los rollos emaki se añaden a estas obras escritas.
Las escuelas neoconfucianas se volvieron preeminentes a principios del período Edo (1603–1868). Trajeron una metodología muy crítica de obras como el Kojiki, pero no contradijeron el Mandato del Cielo. Los representantes más destacados de esto son el clan Hayashi y la escuela Mitogaku. La escuela nativista de kokugaku, inspirada en el sintoísmo, regresó en el siglo XVIII, impulsada por la obra de Motoori Norinaga. Se opuso a los neoconfucianos al tratar de demostrar la veracidad de la mitología sintoísta, especialmente de la Era de los Dioses y los primeros emperadores, cuya existencia se duda.
La historiografía japonesa se abrió a las influencias occidentales a finales del siglo XVIII. Los Rangaku ("Aprendizaje Holandés"), traducciones de obras europeas a mediados del siglo XIX, y luego la introducción de la historiografía alemana de Ludwig Riess en 1887 trajo nuevas herramientas analíticas a las diversas escuelas japonesas de la historia. Durante el período del Imperio del Japón (1868–1947), los historiadores cuestionaron, en peligro de su libertad académica, uno de los fundamentos ideológicos del nuevo régimen: el lugar de los mitos nacionales en la historia nacional.
Las ideas marxistas se introdujeron en la década de 1920 y se renovaron en el período posterior a la Segunda Guerra Mundial con el trabajo de Hisao Ōtsuka. Los temas y la investigación se diversificaron a partir de la década de 1970, pronto acompañados por un resurgimiento de enfoques conservadores y nacionalistas.

## Comienzos en la Edad Media

### Crónicas tempranas delNihonshoki

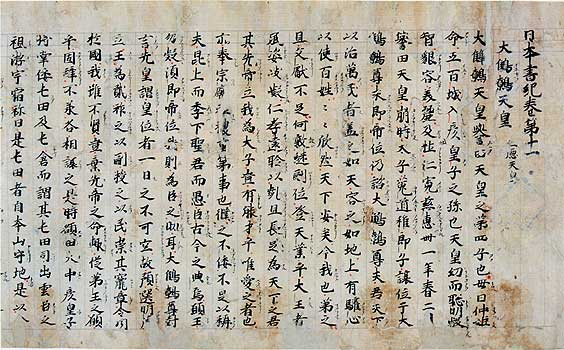
El Nihonshoki del 720, uno de los primeros textos que rastrean la historia de Japón.

Las primeras obras existentes que apuntan a presentar la historia de Japón aparecieron en el siglo VIII. El Kojiki del 712 y el Nihonshoki del 720 buscaron modelos chinos similares, en un momento en que la cultura china tenía una gran influencia en Japón. Estas obras fueron compiladas luego de un decreto en el 681 del Emperador Tenmu, quien buscó establecer una versión estable de lo que apareció en el Teiki y el Kyūji, posiblemente obras inexistentes de las cuales se dice que circulaban numerosas ediciones contradictorias. El Kojiki y el Nihonshoki fueron compilados por funcionarios de la administración imperial y se centraron en los reinados y hechos de emperadores pasados, buscando legitimar sus acciones. La aparición de este tipo de publicaciones se hizo posible a través del fortalecimiento de la autoridad centralizada dentro de un estado fuerte.
Los autores del Kojiki del 712 trazan el primer trabajo de este tipo hasta el 620, cuando se dice que el Príncipe Shōtoku escribió los primeros libros históricos, el Tennōki y el Kokki. La existencia de estas obras se discute, aunque los historiadores modernos remontan los primeros escritos históricos hasta mediados del siglo VII. La forma es desconocida, pero es probable que hayan copiado las crónicas chinas con influencias coreanas debido a su transmisión a través del reino de Baekje en la península coreana.
El Kojiki estaba destinado esencialmente para su uso dentro de la corte y está escrito en una mezcla de chino clásico y lecturas fonéticas de caracteres chinos. Toma a la China imperial como modelo y describe el territorio de Japón como una extensión histórica a las reclamaciones territoriales desde el reino coreano de Baekje. Japón se presenta como un país soberano, y China nunca se menciona. Los escritos se centran en la Casa Imperial de Japón y la genealogía de las grandes familias de la corte.
El Nihonshoki parte de la forma del Kojiki. Está escrito completamente en un chino clásico y diseñado para ser presentado a enviados extranjeros. A diferencia del Kojiki, da solo un lugar pequeño a los mitos de la creación de Japón, y los escritos chinos (como el Libro de Wei y el Libro de Jin) y los coreanos más arriba se citan ampliamente en él. La cronología de las crónicas del reino de Baekje sirve como referencia para tejer la historia japonesa, y también se hacen enlaces con la cronología china. También toma prestada la idea china del Mandato del Cielo, pero difiere de ella para legitimar todo el linaje imperial japonés. El Kojiki y el Nihonshoki también difieren de los modelos chinos al incluir una gran cantidad de poemas.

### Seis Historias Nacionales
En el 718, el Código Yōrō encargó al Ministerio del Centro que compilara una historia nacional; el resultante Nihonshoki del 720 sirvió de base para trabajos similares. Otras crónicas históricas se publicaron durante el siglo siguiente: el Shoku Nihongi en el 797, el Nihon Kōki en el 840, el Shoku Nihon Kōki en el 869, el Nihon Montoku Tennō Jitsuroku en el 871 y el Nihon Sandai Jitsuroku en el 901. Con el Nihonshoki, forman el Rikkokushi, las "Seis Historias Nacionales". A partir del siglo XI, a mediados del período Heian, el poder estatal se debilitó y se abandonó este tipo de gran crónica. Su forma más tarde sirvió de inspiración durante el período Edo de los siglos XVII-XIX, cuando los shōguns intentaron legitimar su poder al tener escritas obras históricas de este tipo.
La escritura del Shoku Nihongi, el primer sucesor de Nihonshoki, comenzó alrededor del 760 por Fujiwara no Nakamaro, pero sufrió varios contratiempos antes de su publicación en el 797, como la muerte de Nakamaro en la Rebelión de Fujiwara no Nakamaro en el 764; los treinta volúmenes del borrador generaron críticas por concentrarse en hechos anecdóticos e ignorar algunos eventos importantes. El emperador Kōnin hizo revivir el proyecto, pero aún permaneció en forma de borrador. Los edictos en el 794 y el 797 hicieron posible completar el proyecto. Los cuarenta volúmenes del Shoku Nihongi cubren el período del 697 al 791. El trabajo final se destaca por el uso de nuevas fuentes, como los registros de templos budistas o los informes de ingresos fiscales. Al igual que el Kojiki, está escrito en un lenguaje basado en el chino clásico y en un uso fonético de los caracteres chinos. El Shoku Nihongi también describe ciertos aspectos de la sociedad japonesa de la época, como las condiciones de los trabajadores en las obras de construcción en la capital, Heijō-kyō (la moderna Nara). En consonancia con los modelos chinos, el lugar de la poesía se reduce considerablemente.
El Emperador Saga comenzó la compilación del Nihon Kōki en el 819, pero el proyecto pronto se detuvo debido a la muerte de varios de sus coordinadores. Finalmente se completó en el 840, sus 40 volúmenes que relatan el período del 792 al 833. Las biografías de las principales figuras de la Corte Imperial de Kioto se incluyeron en el momento de su muerte por primera vez. Los tres libros siguientes, el Shoku Nihon Kōki, el Nihon Montoku Tennō Jitsuroku, y el Nihon Sandai Jitsuroku, fueron compilados siguiendo los códigos establecidos por los tres anteriores, pero enfocándose en períodos más cortos: el Shoku Nihon Shoki y Nihon Montoku Tennō Jitsuroku en cada enfoque en un solo reino imperial. Aún buscando acercarse a los modelos chinos, incluyen referencias a desastres naturales. Se enfocan menos en la cancha. El clan Fujiwara, que dominó la corte, mostró su poder en otros géneros de la escritura, como rekishi monogatari ("cuentos históricos"). El linaje imperial estaba suficientemente legitimado por diferentes escritos históricos y ya no necesitaba ordenar tales obras para afirmar su autoridad. El cierre en 969 de la oficina encargada de escribir la siguiente de estas obras, el Shinkokushi, marcó el final de este estilo.

### Cuentos históricos delsigloIX
Las nuevas formas de relato histórico florecieron desde el siglo XI hasta el siglo XVI. Se inspiraron en la literatura de la corte, como El Relato de Genji, luego de moda entre la nobleza. En contraste con las crónicas anteriores, estos textos adoptan un enfoque más subjetivo, concentrándose en la narrativa para atraer el interés del lector, y se escribieron en japonés en lugar de en chino clásico. Se centran más en las figuras históricas, en particular en los "cuentos de guerreros" o gunki monogatari.
El primero de estos cuentos, el Eiga Monogatari, sigue al Rikkokushi, ya que comienza en el 887 y completa el Nihon Sandai Jitsuroku. Contiene numerosos errores de datación (alrededor del 20% de las fechas son incorrectas) y muchos adornos y fabricaciones. Cuatro obras conocidas juntas como Shikyō ("Cuatro espejos") se escribieron después de este primer monogatari. Usando la imagen del espejo histórico utilizado por el historiador chino Sima Qian en el siglo II, y usa un narrador para contar una historia a través de las vidas de personajes importantes. El énfasis todavía está en la vida de los nobles de la corte en la capital. Los tres primeros aparecieron en el siglo XII: el Ōkagami ("El Gran Espejo", 1119), el Imakagami ("El Espejo de Hoy", 1170) y el Mizukagami ("El Espejo de Agua", 1195). El cuarto, Masukagami ("El Espejo Claro"), apareció entre 1368 y 1376 y cubre la vida de la corte de Kioto durante el período Kamakura (1185-1333).
Los Gunki monogatari o "cuentos de guerreros" estaban en un estilo destinado a ser recitado por monjes itinerantes. El primero de ellos es el Hōgen Monogatari, que trata de la Rebelión de Hōgen de 1156. Le siguió Heiji Monogatari, que describe la Rebelión Heiji de 1159-1160. Donde el primero sigue describiendo eventos, el segundo destila los principios del buen gobierno, inspirados por la teoría confuciana para explicar los eventos. El más prominente de este tipo de libro, el Heike Monogatari, cubre los conflictos entre los clanes Minamoto y Taira. Está profundamente influenciado por los temas budistas, pero está limitado en el análisis político.
Dos de estos trabajos apuntaban a un recuento e interpretación completos de la historia de Japón. El Gukanshō de 1220 dio una lectura budista de la historia de la nación, y el Jinnō Shōtōki de 1339, sintoísta. Este último afirma que Japón es un país elegido por los dioses y, por lo tanto, superior a todos los demás, lo que ha dejado una influencia duradera en la historiografía, la política y el nacionalismo japoneses.

### Diversificación de las formas a finales de la Edad Media
Durante la Edad Media japonesa, el gunki monogatari siguió siendo un importante género de narrativa histórica. El país sufrió numerosos períodos de conflicto civil, como el período Nanbokuchō (1336–1392), Sengoku (1467–1603) y el período Azuchi-Momoyama (1573–1603), lo que impulsó la popularidad de tales trabajos. El Oninki del siglo XV cubre la Guerra de Ōnin (1467–1477) y es uno de los principales representantes del estilo del período. A principios del siglo XVII aparecieron otros dos ejemplos destacados, ambos relatos biográficos de líderes militares: el de Oda Nobunaga en el Shinchō kōki y el de Toyotomi Hideyoshi en el Taikōki.
La historia diplomática apareció por primera vez en Japón en 1470 con la publicación del Zenrin Kokuhōki de Zuikei Shūhō, que rastrea la naturaleza de los intercambios internacionales entre Japón, China y Corea. La obra reproduce muchos documentos diplomáticos.
La corte imperial también produjo numerosas obras históricas. Por ejemplo, Ichijō Kanera publicó el Kuji Kongen ("Orígenes del Ritual de la Corte"), que rastrea los principales eventos que afectan a la sociedad de la corte. Se refiere al ciclo lunar al tiempo que detalla los orígenes y el desarrollo de estos eventos. En 1455–57, Ichijō también publicó el Nihon Shoki Sanso, un comentario sobre el Nihonshoki, que evidencia que el Nihonshoki formó parte de las lecturas de los nobles de la época. El trabajo del sacerdote sintoísta Yoshida Kanetomo también es notable, ya que muestra correspondencias entre el calendario japonés y tres extranjeros.

## Historia

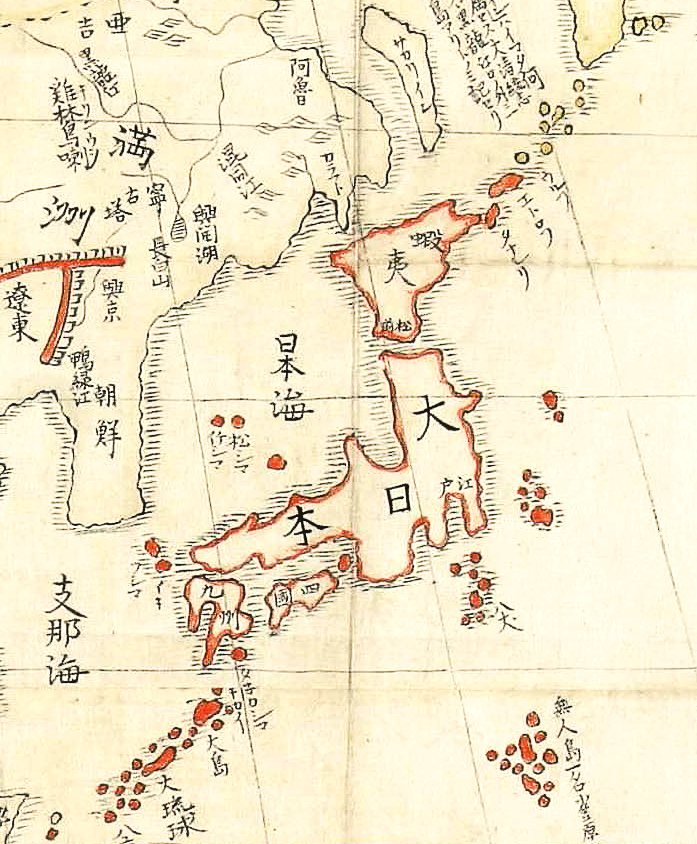

El proceso de compilación de una historia escrita de Japón comenzó en el siglo VII. Los más importantes de los primeros trabajos son el Rikkokushi o "Seis Historias Nacionales" que fueron escritas en el siglo IX. Las estrategias para escribir la historia cambiaron con el tiempo. Las primeras obras fueron creadas por edicto imperial. En 1793, el shogunato Tokugawa estableció el Instituto de Estudios Japoneses (Wagaku Kôdansho). En 1869, el emperador Meiji emitió un rescripto imperial que explicaba la importancia de la historiografía:
La historiografía es un ritual de estado siempre inmortal (taiten) y un maravilloso acto de nuestros antepasados. Pero después de las Seis Historias Nacionales, se interrumpió y ya no se continuó... Ahora, el mal de la mala conducta de los guerreros desde el período Kamakura ha sido superado y el gobierno imperial ha sido restaurado. Por lo tanto, deseamos que se establezca una oficina de historiografía (shikyoku), que se reanude la buena costumbre de nuestros antepasados...
En 1929, la oficina de historiografía del período Meiji pasó a llamarse Instituto Historiográfico (Shiryo Hensan-jo).

## Trabajos selectos

### Existentes
- Kojiki, del 712[26]
- Nihonshoki, del 720[27]
- Gukanshō, año 1220: argumento histórico, perspectiva budista[28]
- Shaku Nihongi, siglo XIII: una versión comentada para Nihon Shoki[29]
- Jinnō Shōtōki, año 1359: argumento histórico, perspectiva sintoísta[30]
- Nihon Ōdai Ichiran, año 1652: argumento histórico, perspectiva neoconfuciana[31]
- Tokushi Yoron, año 1712: argumento histórico, perspectiva racionalista[32]
- Dai Nihon Shiryō, resumen de los registros entre los años 887 y 1867[33]

### Perdidos parcial o completamente
- Kokki, del 612[34]
- Tennōki, del 620[35]
- Teiki, del 681[36]
- Iki no Hakatoko no Sho, un registro histórico utilizado como referencia en la compilación del Nihonshoki.[37]